# Degerfors distrikt
|  | Denne artikel beskriver en fremtidig begivenhed Denne artikel eller sektion handler om planlagt eller forventet fremtidig begivenhed. Der kan forekomme spekulativ information, og indholdet kan ændres dramatisk når begivenheden nærmer sig og mere information bliver tilgængelig. |

Degerfors distrikt bliver fra 1. januar 2016 et folkebogføringsdistrikt i Degerfors kommun og Örebro län i Sverige.
Distriktet omfatter kommunens hovedby Degerfors med nærmeste omegn.

## Tidligere administrative enheder
Tidligere hørte området til Karlskoga Sogn (Karlskoga socken) i Karlskoga bergslags härad. I 1862 blev sognet til Karlskoga Menighed (Karlskoga församling) og Karlskoga landskommun.
I 1925 blev Degerfors landskommun er selvstændig kommune. I 1942 skiftede landskommunen navn til Degerfors köping, der i 1967 blev udvidet med den tidligere Nysunds landskommun. Den samlede kommune skiftede navn til Degerfors kommun i 1971.
Degerfors Menighed (Degerfors församling) blev udskilt fra Karlskoga Menighed i 1883. Fra 1967 tilhører Degerfors Menighed og Nysunds Menighed (Nysunds församling) den samme kommune. De to menigheder blev til Degerfors-Nysunds Menighed (Degerfors-Nysunds församling) i 2006. Den nye menighed omfatter hele Degerfors kommune.
Menigheden hørte til i  Visnums Provsti (Visnums kontrakt) (fra 2001: Östra Värmlands Provsti (Östra Värmlands kontrakt)) i Karlstads Stift.
Degerfors Folkebogføringsdistrikt omfatter det samme område, som Degerfors Menighed gjorde i 1883–2005, og som Degerfors landskommun/Degerfors köping gjorde i 1925–1966.
59°13′58″N 14°25′54″Ø / 59.23275°N 14.431792°Ø